# Jurij Szerhijovics Alekszejev
Jurij Szerhijovics Alekszejev (ukránul: Юрій Сергійович Алексєєв; Dnyepropetrovszk, 1948. december 6. –) ukrán gépészmérnök. 1992—2005 között a Déli Gépgyár (Pivdenmas) vezérigazgatója, 2005-től 2014-ig az Ukrán Nemzeti Űrügynökség (NKAU) vezetője volt.
A Dnyipropetrovszki Állami Egyetem műszaki fizika karán tanult, ahol 1972-ben repülőgéphajtóművek szakon gépészmérnöki végzettséget szerzett. 1972-ben a Déli Gépgyárban kezdett el dolgozni. 1980-tól üzemvezető helyettes, majd üzemvezető volt. 1985-ben helyettes főmérnökké nevezték ki. 1988-tól főmérnök és egyúttal a vezérigazgató első helyettese volt. 1992—2005 között a Déli Gépgyár vezérigazgatója volt. 2005. július 25-től az Ukrán Nemzeti Űrügynökség (2010-től Ukrán Állami Űrügynökség) vezetőjévé nevezték ki. Erről a posztról  2014. október 16-án, a Viktor Janukovics elnöksége idején magas közhivatalt viselők átvilágításáról rendelkező lusztrációs törvény alapján mentették fel.